# وزارة المالية (جمهورية الدومينيكان)
وزارة المالية (بالإسبانية: Ministerio de Hacienda)، أيضًا تُعرف باسم وزارة الإيرادات الداخلية، هي وزارة حكوميَّة في جمهورية الدومينيكان والمسؤولة عن إعداد وتنفيذ وتقييم السياسات المالية للبلاد، بما في ذلك الدخل القومي والنفقات والتمويل وضمان استدامتها. فيما يتعلق بالسياسات الاقتصادية. وتتمثل المهام الأخرى في اقتراح التشريعات المالية والجمركية، وتنظيم الترخيص بالقروض والتفاوض بشأنها، والموافقة على العقود العامة، وإعداد حالة الميزانية والمالية والاقتصاد بشكل دوري.
تم تأسيس الوزارة بموجب أول دستور للدومينيكان لعام 1844 كوزارة للمالية والتجارة. يقع مقرها الرئيسي في سانتو دومينغو. الوزير الحالي هو خوسيه مانويل فيسنتي، منذ 16 أغسطس 2020،.

## قائمة الأمناء والوزراء المشهورين
- رامون ماتياس ميلا، 1849-1850
- مانويل ماريا غوتييه، 1876
- فرانسيسكو جريجوريو بيليني، 1878
- أرتورو جرولون، 1912
- فرانسيسكو ج. بينادو، 1916
- إلاديو سانشيز، 1922-1923
- توليو مانويل سيستيرو، 1933
- رافائيل براش ، 1933-1934
- مانويل دي خيسوس ترونكوسو، 1944-1945
- فيكتور جاريدو، 1947-1949
- خوسيه مانويل ماتشادو، 1961-1962
- جاكوبو ماجلوتا، 1963
- خوسيه أبي نادر، 1965
- خوسيه أبي نادر، 1982-1984
- ليسيلوت مارتي دي باريوس، 1990-1993
- دانيال توريبيو، 1996-2000؛ 2011-2012
- سيمون ليزاردو ميزكيتا، 2012-2016
- دونالد غيريرو، 2016-2020
- خوسيه مانويل فيسنتي، 2020–

## روابط خارجية
- الموقع الرسمي
- أمانة الدولة للشؤون الماليَّة